# Collezioni Gonzaga

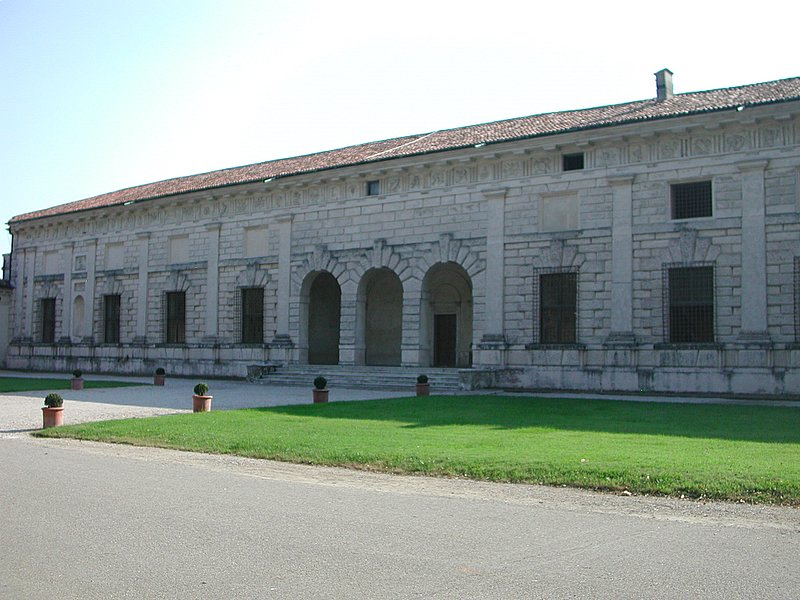
Mantova, Palazzo Te

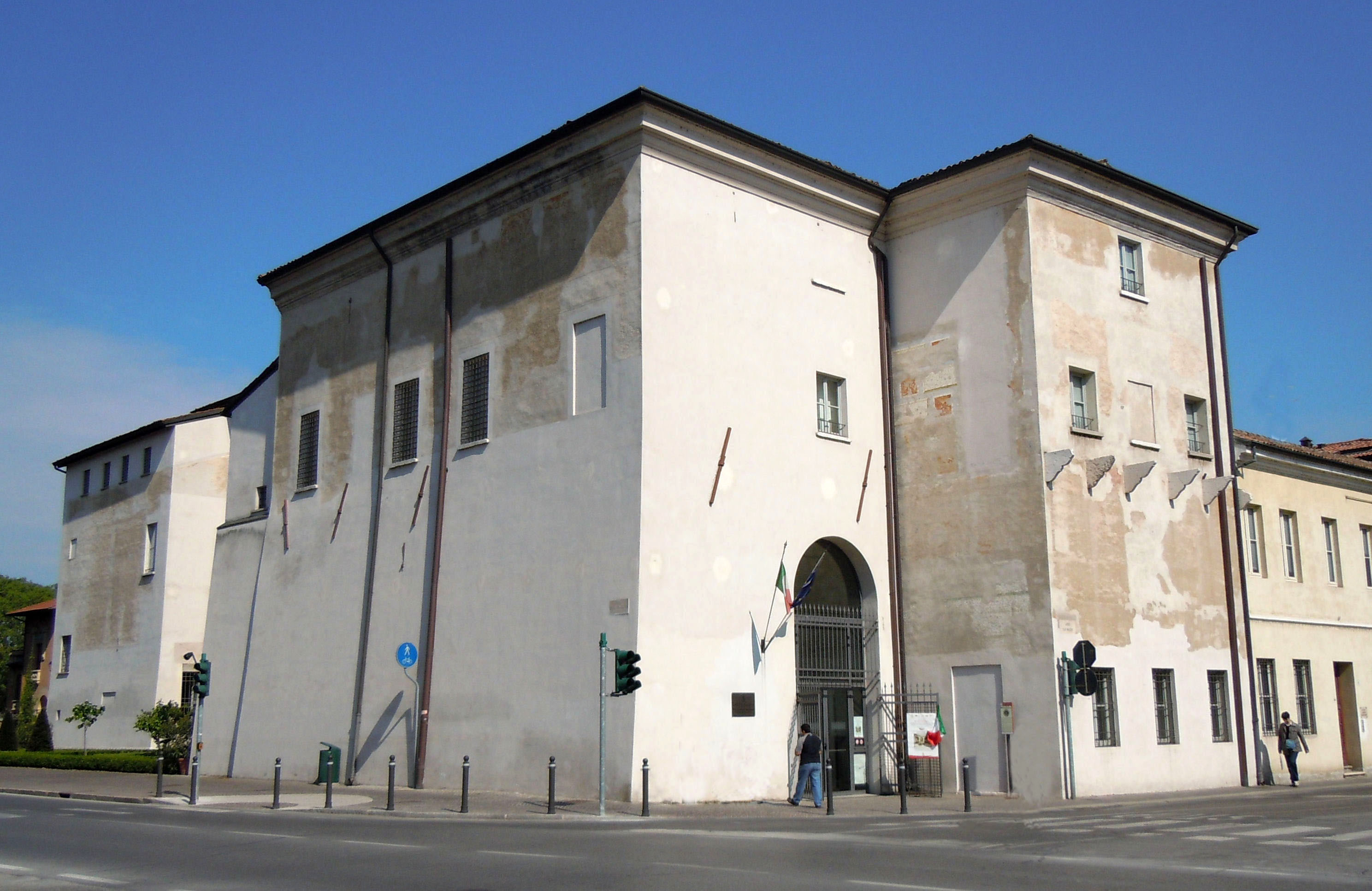
Mantova, Palazzo di San Sebastiano

Le collezioni Gonzaga o la Celeste Galeria sono storicamente le cospicue raccolte di opere d'arte commissionate e appartenute alla dinastia dei Gonzaga, un tempo esposte in Palazzo Ducale, in Palazzo Te, in Palazzo San Sebastiano e in altri edifici di Mantova e dintorni.
Attualmente le opere d'arte appartenute ai Gonzaga sono disperse nei musei (e collezioni private) di tutto il mondo. Questa diaspora fu evocata dalla mostra Gonzaga. La Celeste Galeria. Il Museo dei Duchi di Mantova che dal 2 settembre 2002 al 12 gennaio 2003 riportò nei palazzi Te e Ducale una selezione di novanta degli oltre duemila dipinti appartenuti ai Gonzaga (oltre a bronzi, armi, gioie, disegni, ecc.).
Insieme alle opere pittoriche i signori di Mantova portarono nei palazzi ducali il meglio in materia di oreficeria, pietre preziose e mirabilia. Tra queste il Cammeo Gonzaga che dal 12 ottobre 2008 all'11 gennaio 2009 fu il pezzo più pregiato della mostra organizzata nell'Orangerie  in Palazzo Te, Il Cammeo Gonzaga - Arti preziose alla corte di Mantova, che idealmente proseguiva l'esposizione della "Celeste Galeria".

## Storia
Fu nel XV secolo che si formarono le più importanti collezioni d'arte ad opera dei Principi del Rinascimento. Tra le maggiori figuravano le raccolte dei Papi, dei Medici e dei Gonzaga. Inizialmente erano indirizzate verso le testimonianze del mondo classico, e quindi sculture, bronzi, monete e medaglie di epoca greca e romana. Ma i Principi, divenuti mecenati, cominciarono a commissionare opere agli artisti contemporanei.
Ispirazione dei Gonzaga furono le Wunderkammer dei Principi di Baviera. A tale modello in particolare guardò Isabella d'Este creando un proprio studiolo personale che acquisì notorietà internazionale. Le collezioni gonzaghesche divennero esse stesse esempio per le corti europee, anche per la proverbiale intuizione dimostrata dai Gonzaga nella scelta delle opere dei contemporanei. Altresì il collezionismo d'arte divenne strumento di rappresentazione e di comunicazione nel sottile gioco diplomatico al quale doveva necessariamente applicarsi il piccolo stato mantovano. Il massimo splendore si ebbe durante il governo dei duchi Vincenzo I Gonzaga e Ferdinando (figlio di Vincenzo I). Per volontà di quest'ultimo le opere d'arte furono inventariate, per l'epoca un inventario predisposto con criteri all'avanguardia, la cui utilità si rivelò ancora maggiore perché stava per avere inizio la diaspora delle opere custodite nei palazzi di Mantova.
La decadenza della casata gonzaghesca portò alla dispersione delle collezioni. Una prima mutilazione fu inferta da Vincenzo II che aveva iniziato dal 1625 lunghe trattative con Carlo I Stuart, re d'Inghilterra. Quest'ultimo, utilizzando la mediazione di un noto mercante d'arte di Venezia, il fiammingo Daniel Nijs (1572-1647), nel 1627, infine, riuscì a prezzi relativamente bassi per la qualità delle opere interessate (anche se fu la più costosa acquisizione di opere d'arte della Casa Reale inglese, ben 30.000 sterline dell'epoca) a farsi recapitare a Londra gran parte delle collezioni Gonzaga. Paradossalmente questo evento si rivelò provvidenziale in quanto consentì la salvaguardia delle opere ormai "inglesi", sottratte alla razzia e ai danneggiamenti che subirono le collezioni d'arte ancora presenti a Mantova nel 1630, quando la città fu occupata dai Lanzichenecchi che diedero corso al Sacco di Mantova, tragico episodio della guerra di successione di Mantova e del Monferrato. Proveniente dalle Collezioni Gonzaga è anche l'ippopotamo tassidermizzato portato al museo di Storia Naturale dell'Università di Pavia nel 1783 (dove tuttora è custodito) che, forse, in origine reggeva il corpo mummificato di Passerino Bonacolsi.

## Dipinti appartenuti alle collezioni sino ad ora identificati

### A
Sofonisba Anguissola

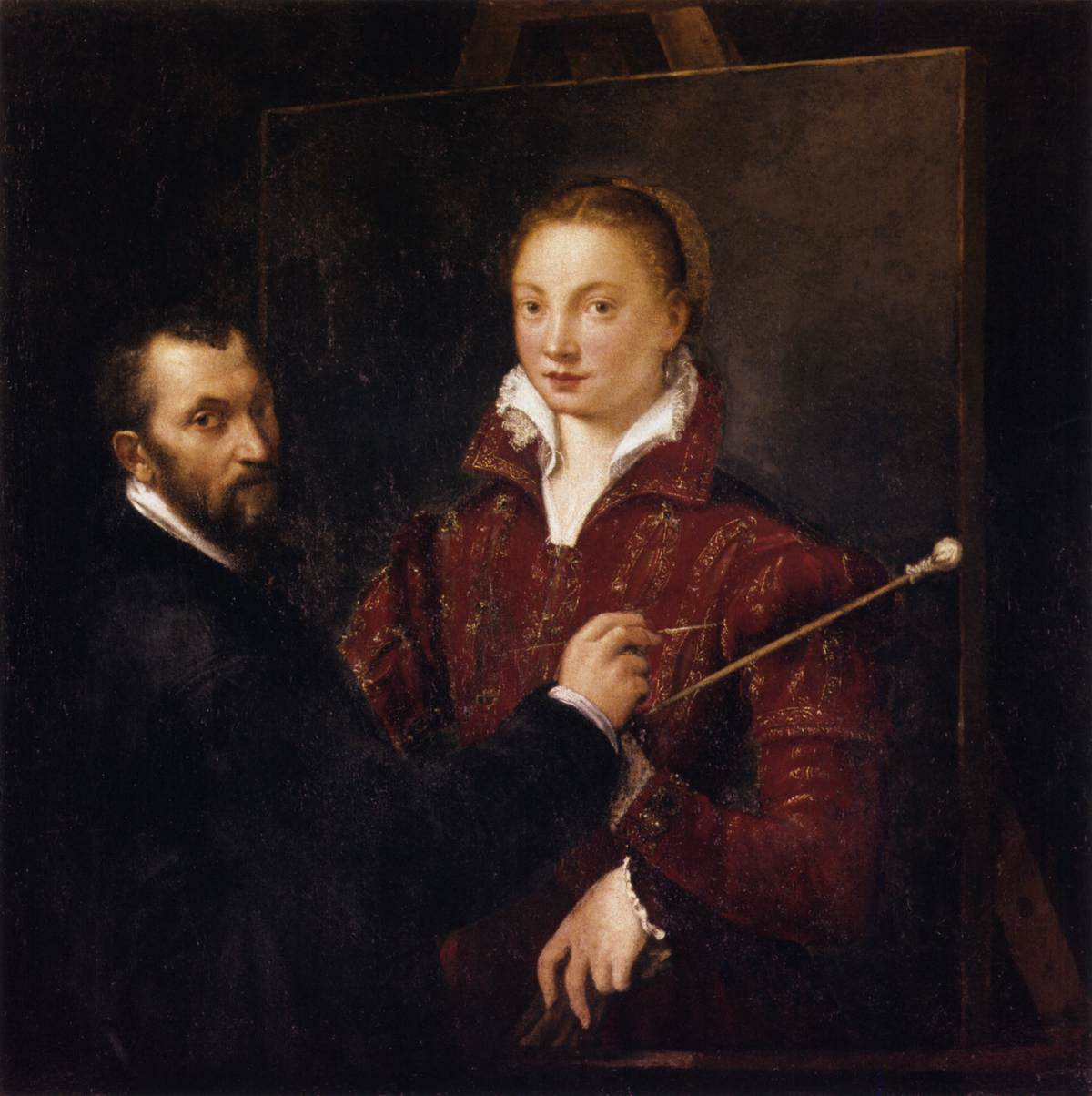
Sofonisba Anguissola, Bernardino Campi ritrae Sofonisba Anguissola

- Bernardino Campi ritrae Sofonisba Anguissola, 1556 circa, olio su tela, 111×109,5, Siena, Pinacoteca nazionale
- Autoritratto al cavalletto (?), Lancut, Muzeum Zamet

### B
Giovanni Baglione
- Allegoria della Giustizia e della Pace, olio su tela, 255,3×227, Hampton Court, Royal Collection
- Apollo, olio su tela, 195×150, Arras, Musée des Beaux-Arts
- Calliope, olio su tela,195×150, Arras, Musée des Beaux-Arts
- Clio, olio su tela, 195×150, Arras, Musée des Beaux-Arts
- Erato, olio su tela, 195×150, Arras, Musée des Beaux-Arts
- Euterpe, olio su tela, 195×15, Arras, Musée des Beaux-Arts
- Polymnia, olio su tela, 195×150, Arras, Musée des Beaux-Arts
- Terpsichore, olio su tela, 195×150, Arras, Musée des Beaux-Arts
- Thalia, olio su tela, 195×150, Arras, Musée des Beaux-Arts
- Urania, olio su tela, 195×150, Arras, Musée des Beaux-Arts

Jacopo Bassano
- Cristo in casa di Marta, Maria e Lazzaro, olio su tela 98×126,5, Houston, Sarah Campbell Blaffer Foundation

Pieter Brueghel il Giovane
- Nozze di contadini, olio su tavola, 89×112 cm, Dublino, National Gallery of Ireland

### C
Caravaggio

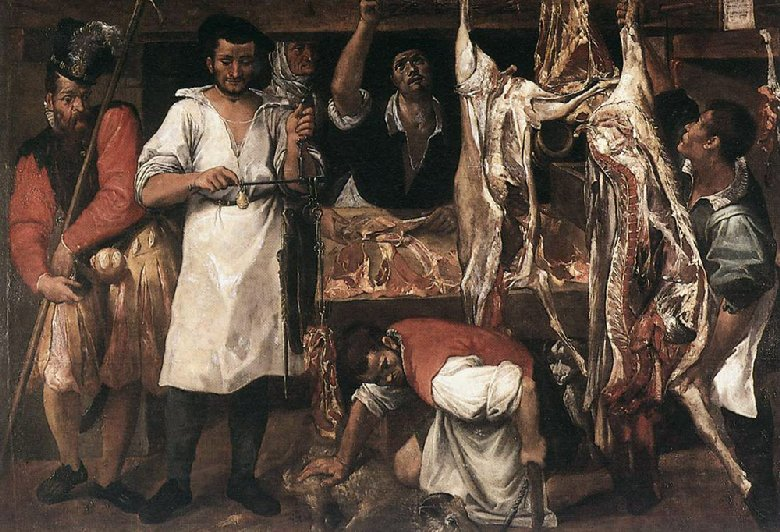
La macelleria, Annibale Carracci

- Morte della Vergine, olio su tela, 369×245 cm, Parigi, Musée du Louvre

Annibale Carracci
- Macelleria, 1582-1583, olio su tela, 185×266 cm, Oxford, Christ Church Picture Gallery

Ludovico Carracci
- Estasi di san Francesco, olio su tavola, 67×51, Parma, Collezione privata

Correggio

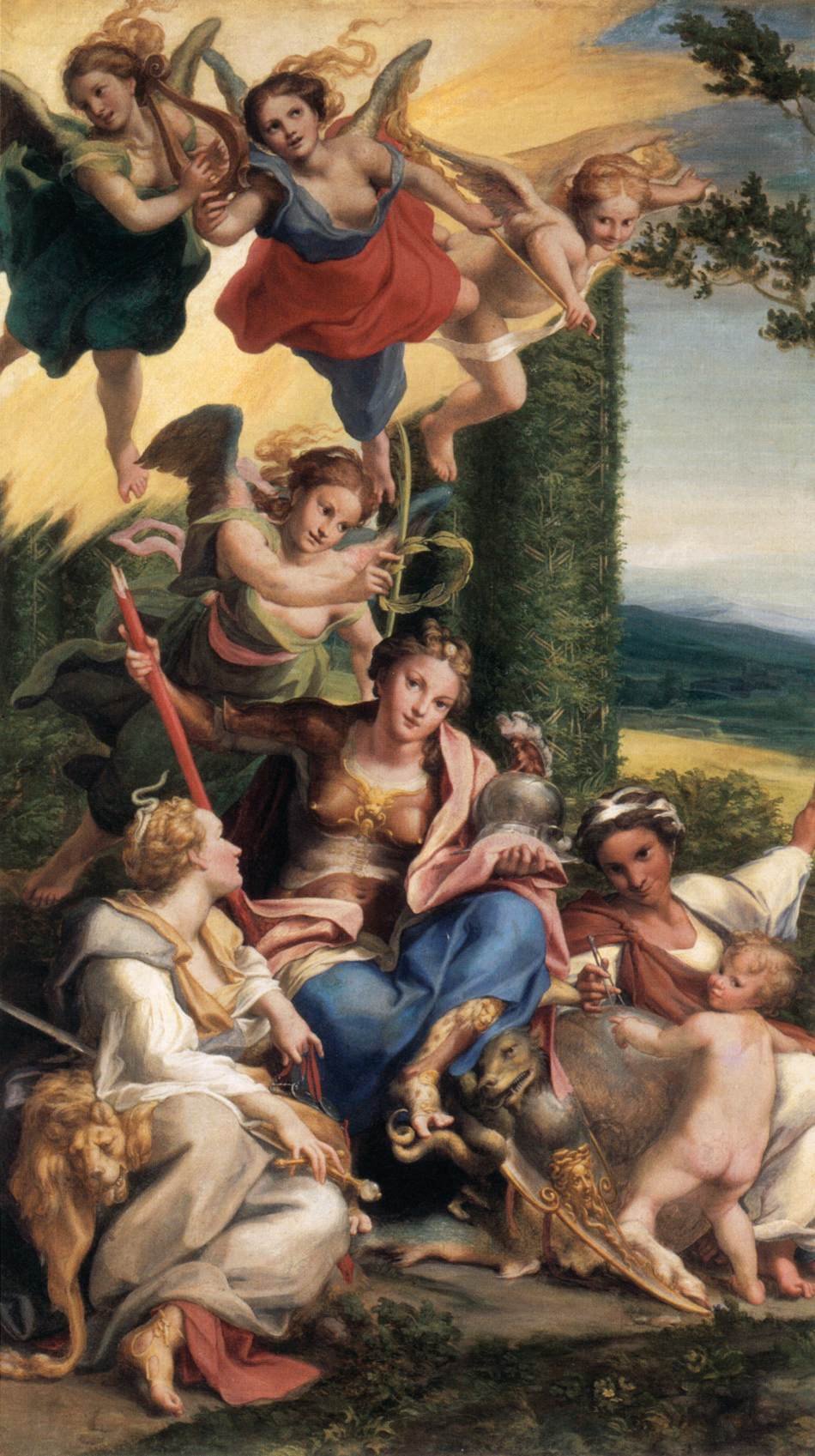
Correggio, Allegoria della Virtù

- Educazione di Cupido, (1527-1528) olio su tela, 155,6×91,4 cm, Londra, National Gallery
- Venere e Cupido spiati da un satiro , (1523-1525) olio su tela,190×124 cm, Parigi, Musée du Louvre
- Allegoria del Vizio , 1532-1534, olio su tela, 149×88 cm, Parigi, Musée du Louvre
- Allegoria della Virtù , 1532-1534, olio su tela, 149×88 cm, Parigi, Musée du Louvre
- Sacra Famiglia con san Girolamo, olio su tavola, 68,8×56×1,8, Hampton Court, Royal Collection
- Danae, (1531?), olio su tavola, 161×193 cm, Roma, Galleria Borghese
- Leda e il cigno, (1531?), olio su tavola, 152×191 cm, Berlino, Gemäldegalerie di Berlino
- Ratto di Ganimede, (1531?), olio su tavola,  163,5×70,5 cm, Vienna, Kunsthistorisches Museum, Gemaeldegalerie
- Giove e Io, (1531?), olio su tavola,  163,5×74 cm, Vienna, Kunsthistorisches Museum, Gemaeldegalerie

Lorenzo Costa
- Regno del Dio Como, 1504, olio su tavola,160×192 cm, Parigi, Musée du Louvre
- Isabella d'Este nel regno di Armonia o Allegoria della corte di Isabella d'Este, 1505, olio su tavola, 164,5×197,5 cm, Parigi, Musée du Louvre
- Ritratto di una dama con cane, 1500 circa, olio su tavola, 45,5×35,1 cm, Windsor, Royal Collection
- Madonna con Bambino[4], 1500 circa, dipinto su tavola, 71×55 cm, Londra, Collezione privata

Lucas Cranach (copia da)
- Lucrezia, olio su tavola, 42×27,7, Siena, Pinacoteca Nazionale

### D
Domenichino (Domenico Zampieri detto il)
- Rinaldo e Armida, olio su tela, 121×167, Parigi, Musée du Louvre
- Sant'Agnese, olio su tela, 212,7×152,4 Hampton Court, Royal Collection

Ludovico Dondi
- Giulio Cesare sul carro trionfale, olio su rame, 19,5×18,5 Monaco di Baviera, Alte Pinakothek
- Portatori del bottino e di trofei di armature reali, olio su rame, 18,5×10 Monaco, Alte Pinakothek
- Portatori di bottino, tori sacrificali e trombettieri, olio su rame, 19,5×16,5 Monaco, Alte Pinakothek
- Prigionieri, giullari e portainsegne, olio su rame, 19,5×19, Monaco, Alte Pinakothek
- Trofei e macchine belliche, rappresentazione di una città sottomessa e iscrizioni, olio su rame, 20×18, Monaco, Alte Pinakothek

### F
Domenico Fetti

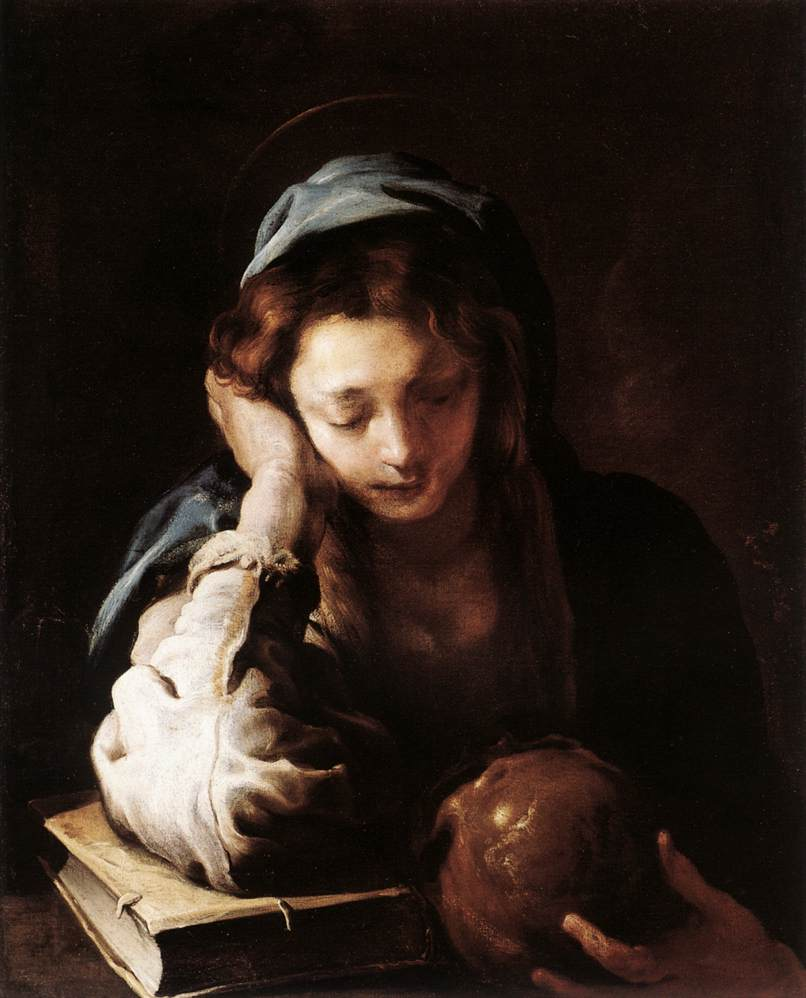
Domenico Fetti, Santa Maria Maddalena penitente

- Cristo nell'orto, olio su tela, 90,5×55,5 Praga, Galleria Nazionale
- Elia trionfa sui profeti di Baal, olio su tavola, 61,2×70,5, Hampton Court, Royal Collection
- Parabola del seminatore di zizzania,  olio su tavola, 60,8×44,5, Praga, Galleria del Castello
- Margherita Gonzaga riceve il modello della Chiesa di S.Orsola, 1619-1623, olio su tela, 245×276 cm, Mantova, Museo del Palazzo Ducale
- Ritratto di astronomo, olio su tela, 98×73,5, Dresda, Gemaldegalerie
- Ritratto retrospettivo di Federico II Gonzaga, I Duca di Mantova,  olio su tela, 99×88, Vienna, Kunsthistorisches Museum
- Visione di San Pietro, olio su tavola, 66×51, Vienna, Kunsthistorisches Museum
- Santa Maria Maddalena penitente, 1617-21, olio su tela, 98×78,5 cm, Roma, Galleria Doria Pamphilj

Lavinia Fontana
- Ritratto di Antonietta Gonzalus, 1594-1595, olio su tavola,57×46 cm, Blois, Musée du Chateau
- La Regina di Saba fa visita al Re Salomone, Dublino, National Gallery of Ireland

### G
Lorenzo Garbieri
- Circe, olio su tavola, 66×52 - Pinacoteca nazionale di Bologna

Garofalo
- La Sacra Famiglia con San Giovannino e Santa Elisabetta, olio su tavola, 47,5×32, Londra, Courtauld Institute of Art

Guercino
- Erminia tra i pastori, olio su tela, 149×178, Birmingham (UK), Birmingham Museum & Art Gallery

### L
Lorenzo Lotto

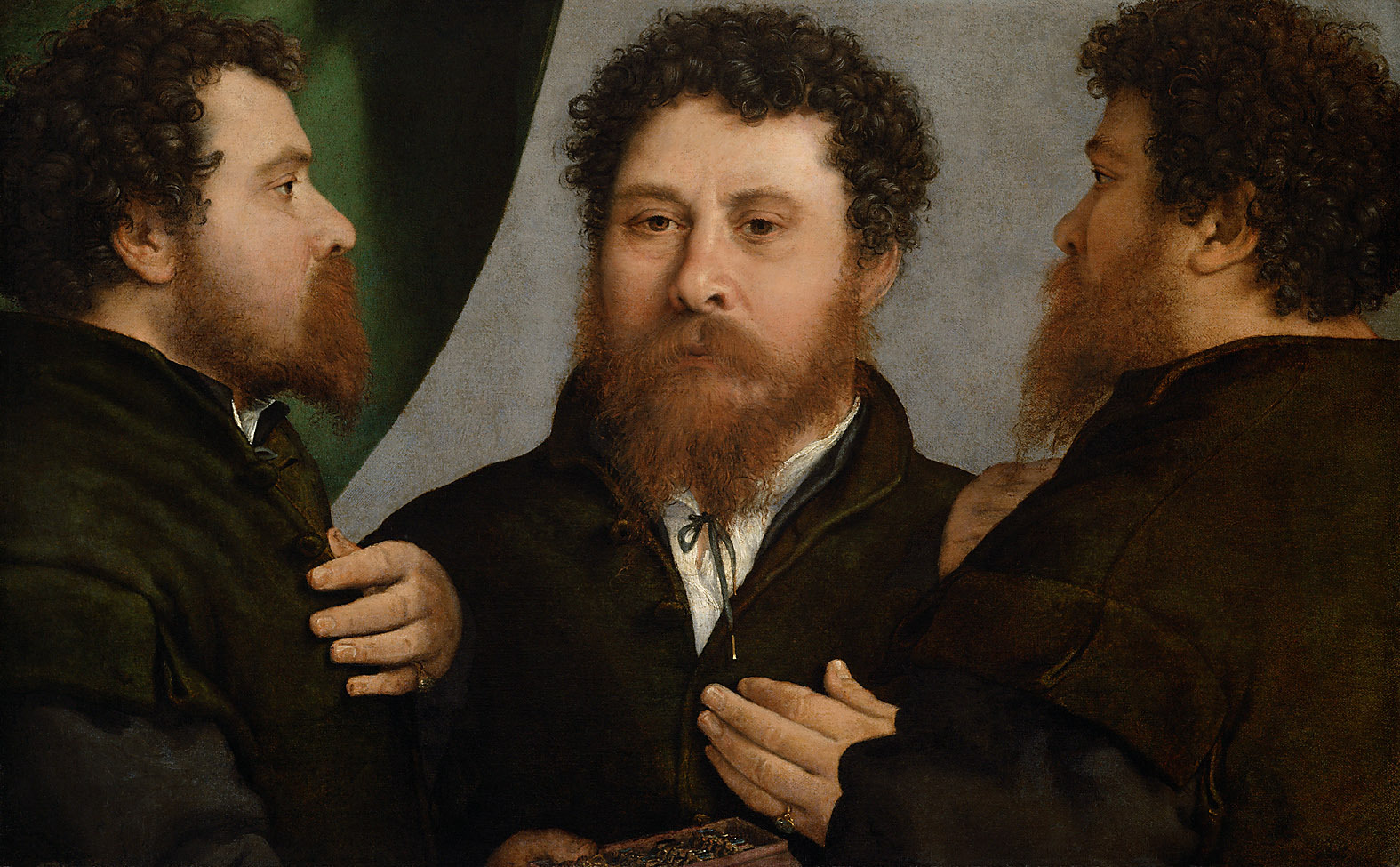
Triplice ritratto di orefice, Lorenzo Lotto

- Triplice ritratto di orefice,1530 circa, 52,1×79,1 cm, Vienna, Kunsthistorisches Museum

### M
Andrea Mantegna

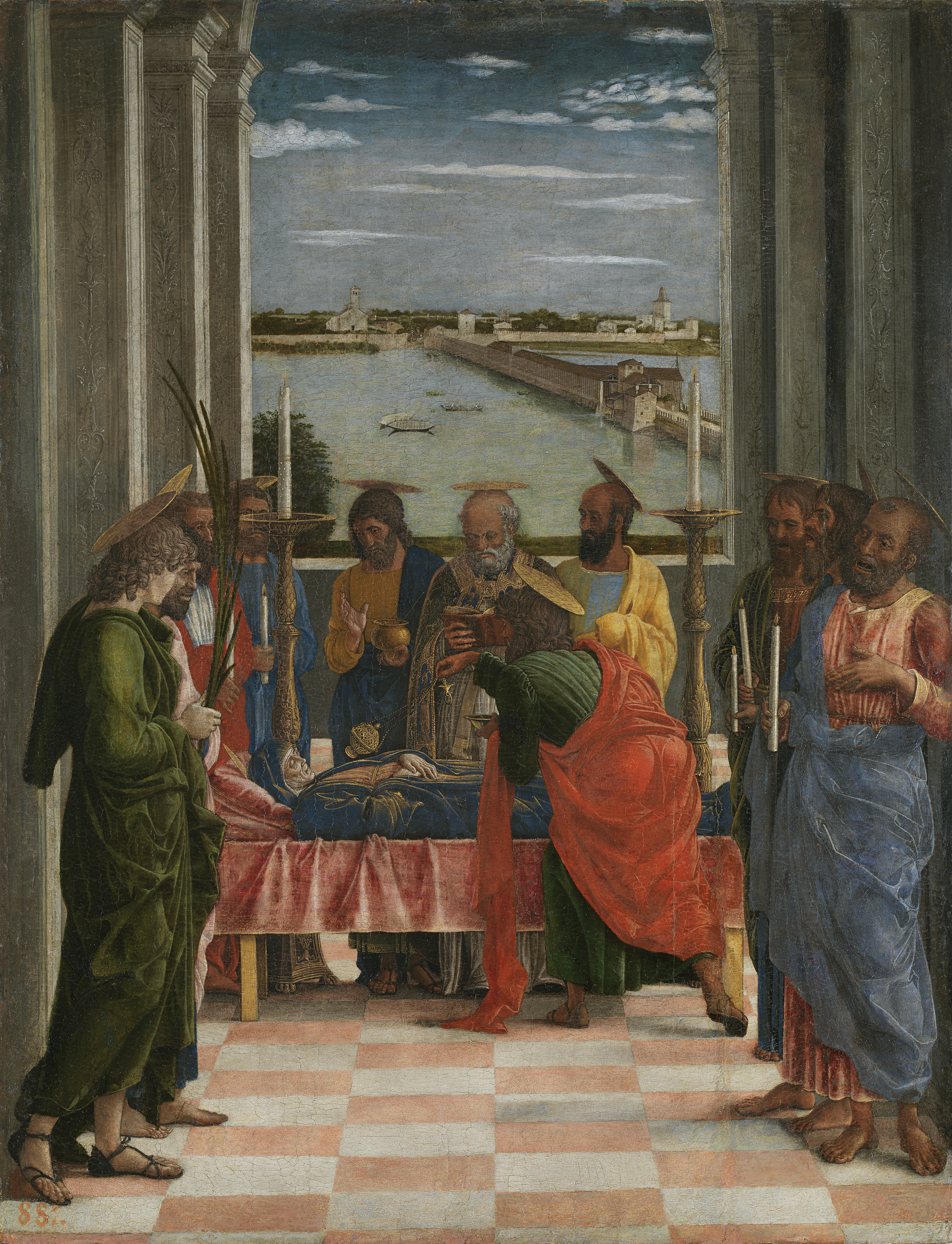
Andrea Mantegna, Morte della Vergine

- Morte della Vergine, 1462 circa, tempera e oro su tela, 54×42 cm, Madrid, Museo del Prado
- Cristo con l'animula della Madonna, 1462, tempera su tavola, 27,5×17,5 cm, Ferrara, Pinacoteca nazionale
- Ritratto di Francesco Gonzaga, 1460-1462, tempera su tavola, 25,5×18 cm, Napoli, Museo Nazionale di Capodimonte
- Trittico degli Uffizi, 1464 ca, tempera su tavola, 161,5×86 cm, Firenze, Galleria degli Uffizi
- Cristo morto, 1475-1478 circa, tempera su tela, 68×81 cm, Milano, Pinacoteca di Brera
- Trionfi di Cesare, 1486-1492, nove tele di quasi tre metri per tre, Londra, Palazzo Reale di Hampton Court
- Cristo in pietà sorretto da due angeli, 1488 - 1500, tempera su tavola, 78×48 cm, Copenaghen, Statens Museum for Kunst
- Sibilla e profeta, 1495-1500,  tempera su tela, 58,4×51,1 cm, Cincinnati, Cincinnati Art Museum
- Sofonisba, 1495-1500, tempera all'uovo su tavola di pioppo, 72,1×19,8 cm, Londra, National Gallery
- Didone, 1495-1500,  tempera a colla e oro su tela di lino, 65,3×31,4 cm, Montréal, Montreal Museum of Fine Arts
- Giuditta, 1495-1500,  tempera a colla e oro su tela di lino, 65×31 cm, Montreal, Montreal Museum of Fine Arts
- Tuccia, 1495-1500, tempera all'uovo su tavola di pioppo, 72,5×23 cm,  Londra, National Gallery
- Marte e Venere, detta il Parnaso, 1497, tempera su tela, 160×192 cm, Parigi, Musée du Louvre
- Trionfo della Virtù o Minerva scaccia i Vizi dal giardino della Virtù, 1499-1502, tempera su tela, 160×192 cm, Parigi, Musée du Louvre
- Madonna della Vittoria, 1496, tempera su tela, 280×166 cm, Parigi, Musée du Louvre

Domenico Morone
- Cacciata dei Bonacolsi, 1462 circa, olio su tela, Mantova, Museo del Palazzo Ducale

### P
Pietro Perugino

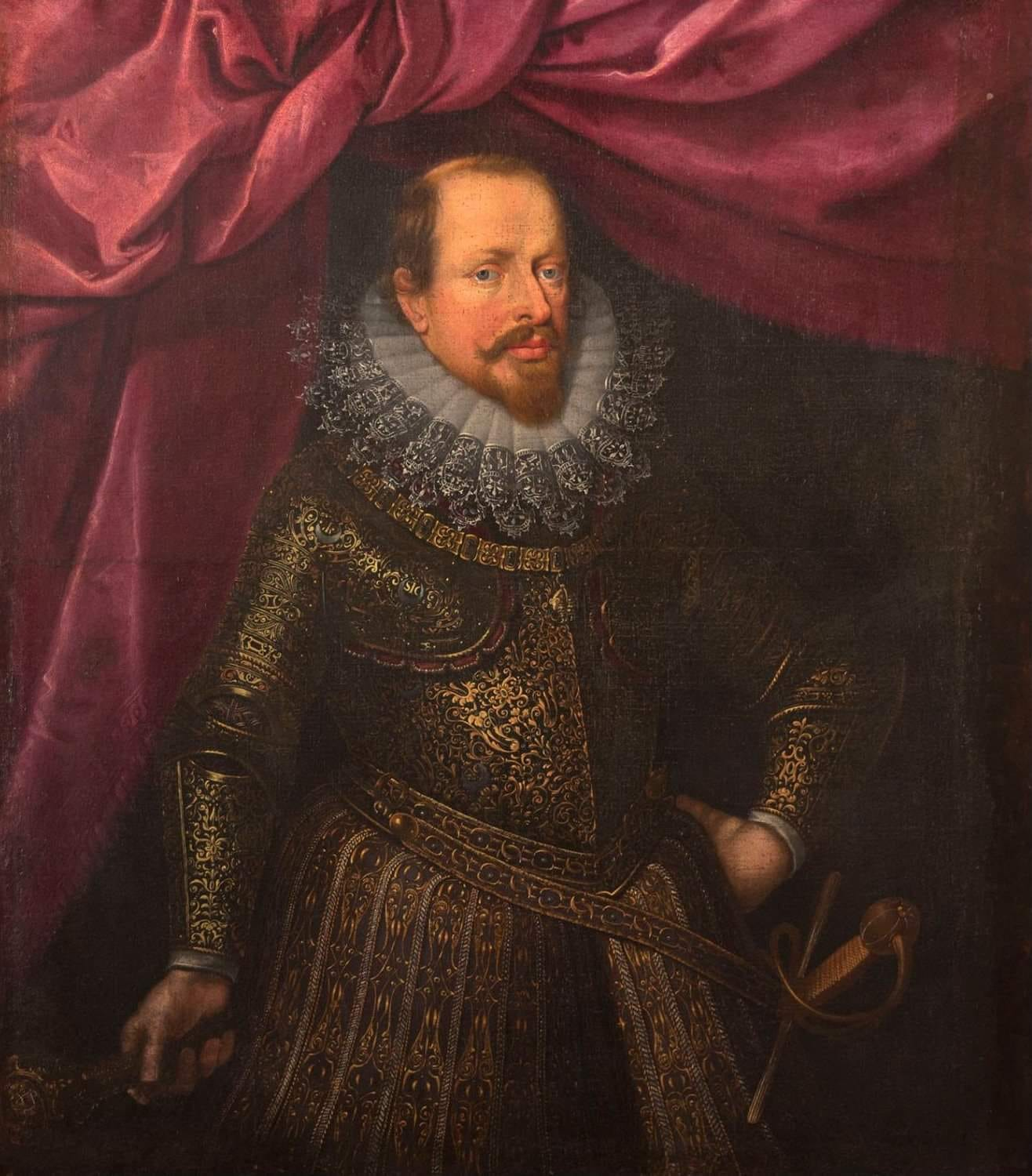
Frans Pourbus il Giovane, Ritratto di Vincenzo I Gonzaga

- Lotta tra Amore e Castità o Battaglia della Castità contro la Lascivia, 1508, olio su tela, 158×180 cm, Musée du Louvre

Frans Pourbus il Giovane
- Ritratto di Vincenzo I Gonzaga a figura intera, 1604-1605, olio su tela, 202×112 cm, Mantova, Collezione Privata
- Ritratto di Vincenzo I Gonzaga, duca di Mantova, 1600, olio su tela, 108×88 cm, Vienna, Kunsthistorisches Museum
- Ritratto di Margherita di Savoia, 1605, olio su tela, 193×115 cm, Firenze, Galleria Palatina
- Ritratto di Eleonora de' Medici Duchessa di Mantova, 1603, olio su tela, 84×67 cm, Firenze, Galleria Palatina
- Ritratto di Vincenzo I Gonzaga, 1610 circa, olio su tela,114×108,5 cm, Mantova, Palazzo d'Arco
- Ritratto di Margherita di Savoia, 1608, olio su tela, 206,5×116,3 cm, San Pietroburgo, Museo dell'Ermitage

### R
Guido Reni

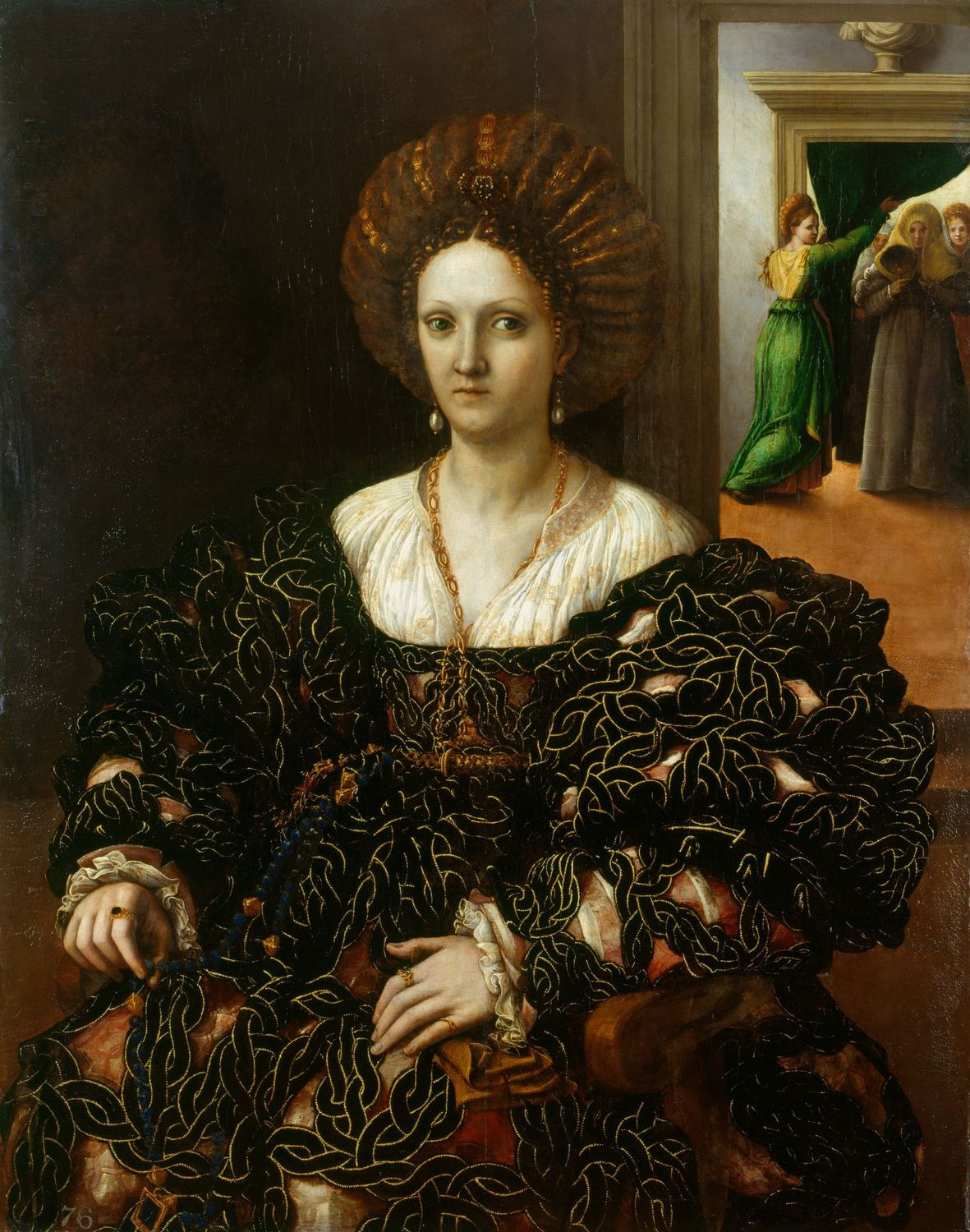
Giulio Romano, ritratto di Margherita Paleologa, Royal Collection, 1531

- La toeletta di Venere, Londra, National Gallery
- Le fatiche di Ercole,  1617 - 1621, quattro tele[6], Parigi, Musée du Louvre

Giulio Romano
- Madonna col Bambino e sant' Anna, olio su tavola, 58×48, cornice in costruzione, Praga, Galleria del Castello
- Giove, Nettuno e Plutone, olio su tavola, 110,5×133,4, Mantova, collezione privata
- Imperatore a cavallo, olio su tavola, 83×54 Londra, Hampton Court
- Nascita di Bacco, olio su tavola, 126,5×80, Los Angeles, Paul Getty Museum
- La Perla, 1518-1520 circa, olio su tela, 144×115 cm, Madrid, Museo del Prado (con Raffaello)
- Ritratto di Margherita Paleologa, 1531 circa, olio su tela, 115,5×90,5 cm, Hampton Court, Royal Collection
- Adorazione dei pastori con San Longino e San Giovanni Evangelista, 1535 circa, olio su tavola, 275×212 cm, Parigi, Musée du Louvre

Bottega di Giulio Romano
- Fortuna, 1520-46, olio su tela, 96,2×49,8 cm, Hampton Court, Royal Collection[7]
- Giove e Giunone prendono possesso del trono del Paradiso, 1530, olio su tela, 111×135,5 cm, Hampton Court, Royal Collection[8]
- Il camerino dei Cesari: Nerone suona mentre Roma brucia, 1536-9, olio su tela, 121.5 x 106.7 cm, Hampton Court, Royal Collection[9]

Peter Paul Rubens

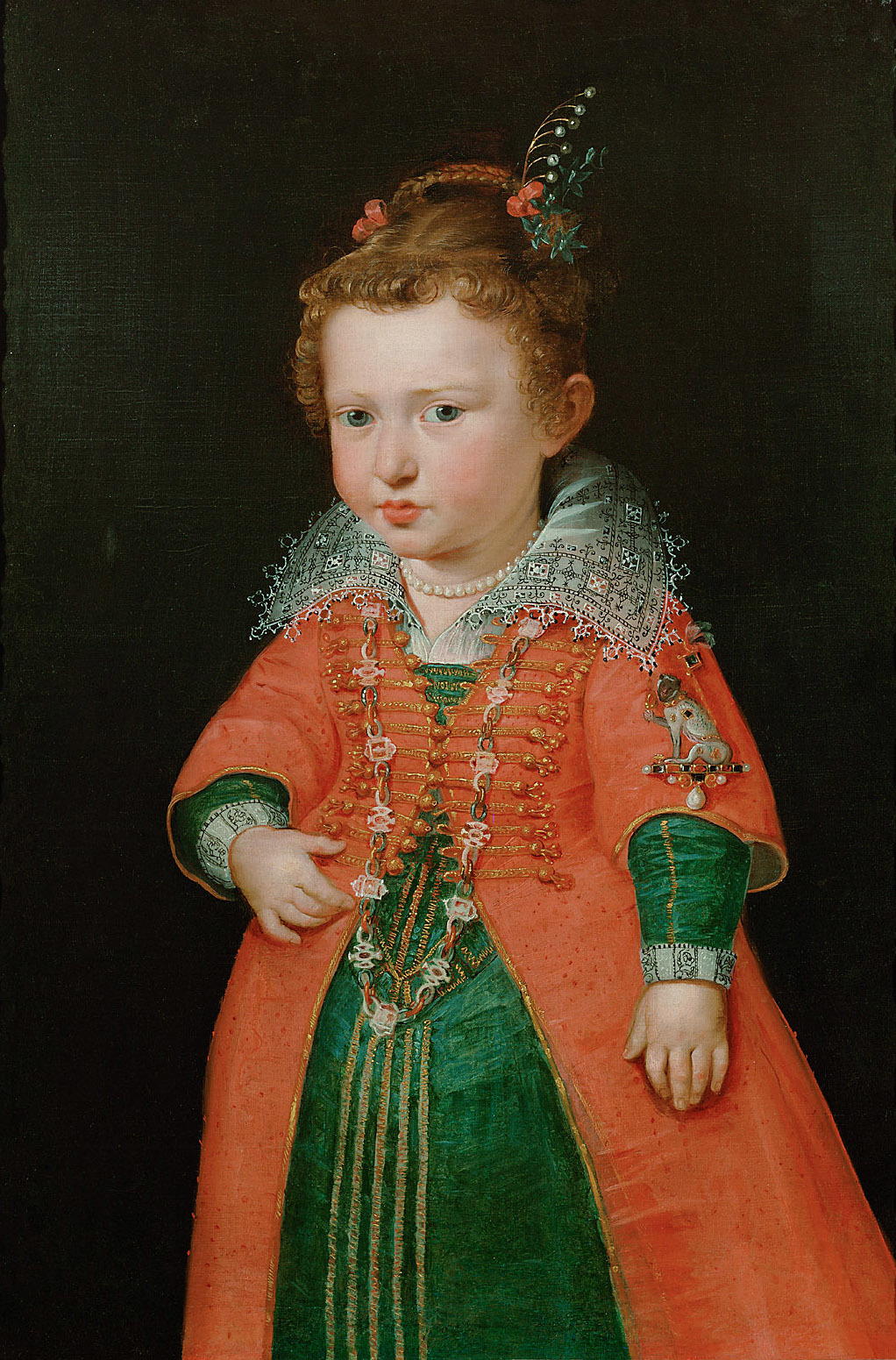
Ritratto di Eleonora Gonzaga all'età di tre anni, Pieter Paul Rubens

- La Trinità adorata dalla famiglia Gonzaga, 1604-1605, olio su tela di cm 381×477 cm, Mantova, Museo del Palazzo Ducale
- Autoritratto con amici a Mantova, 1602-1604, olio su tela, 78×101 cm, Colonia, Wallraf-Richartz Museum of Fine Arts
- Concilio degli Dei, olio su tela, 204×379 cm, Praga, Galleria del Castello
- Enea si prepara a condurre i Troiani sopravvissuti in esilio, 1602-1603,olio su tela, 146×227 cm, Fontainebleau, Musée National du Chateau (in deposito al Louvre)
- Ritratto all'età di due anni di Eleonora I, 76×485 cm, Innsbruck, Castello di Ambras
- Ritratto di Eleonora Gonzaga all'età di tre anni, 1620 circa, olio su tela, 76×49,5 cm, Vienna, Kunsthistorisches Museum
- Ritratto di Ferdinando Gonzaga, olio su tela, 112×87×12 cm, Bowral, Australia, Collezione privata
- Ritratto di Isabella d'Este, 101,80×81 cm, Vienna, Kunsthistorisches Museum, Gemaeldegalerie
- Ritratto di Maria de' Medici, olio su tela, 80×60 cm, Londra, Collezione privata (Mr. Wakhevitch)
- Ritratto di Vincenzo II[10], olio su tela, 67×51,5 cm, Vienna, Kunsthistorisches Museum

### T
Domenico Tintoretto

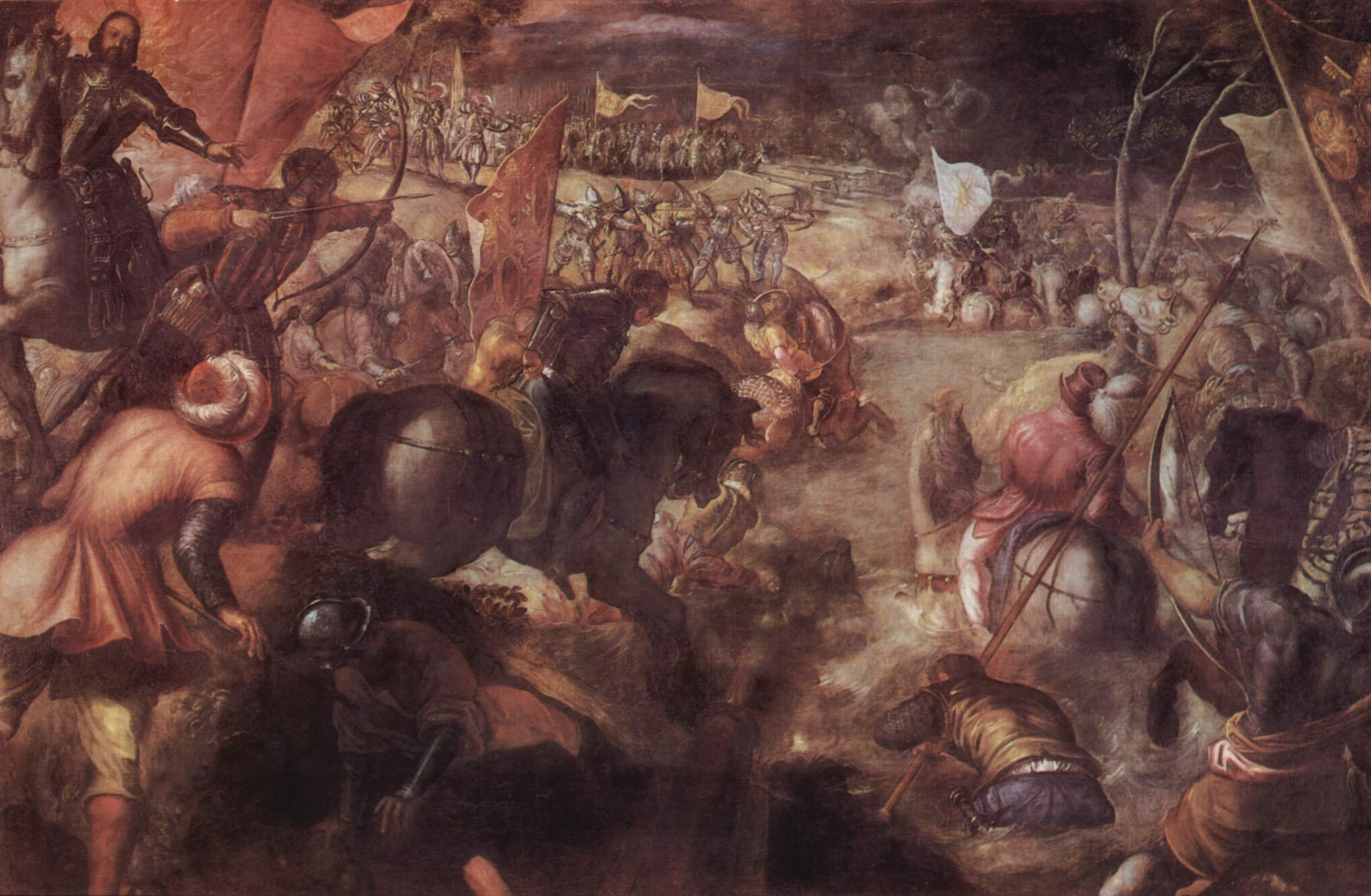
Francesco II Gonzaga alla Battaglia di Fornovo sul Taro, Tintoretto (Jacopo Robusti), 1579

- Tancredi battezza Clorinda, 1585 circa, olio su tela, 168×115 cm, Houston, Museum of Fine Arts
- Maddalena penitente, 1598-1602, olio su tela, Roma, Pinacoteca Capitolina

Jacopo Tintoretto
- Ingresso a Mantova del principe Filippo II d'Asburgo, olio su tela, 211,7×330 Monaco di Baviera, Alte Pinakothek
- Federico II Gonzaga all'assedio di Parma, olio su tela, 213×276 cm, Monaco di Baviera, Alte Pinakothek
- Francesco II Gonzaga alla Battaglia di Fornovo sul Taro, olio su tela, 269×421 cm, Monaco di Baviera, Alte Pinakothek
- Incoronazione del Marchese Gianfrancesco Gonzaga, olio su tela, 272×432 cm, Monaco di Baviera, Alte Pinakothek
- Fasti gonzagheschi, ciclo di dipinti, Monaco di Baviera, Alte Pinakothek
- Ratto di Elena, olio su tela, 186×307 cm, Madrid, Museo del Prado
- Ester e Assuero, 1552-1555 (?), olio su tela, 59×203 cm, Hampton Court, Royal Collection
- Le Muse musicanti, Hampton Court, Royal Collection

Tiziano

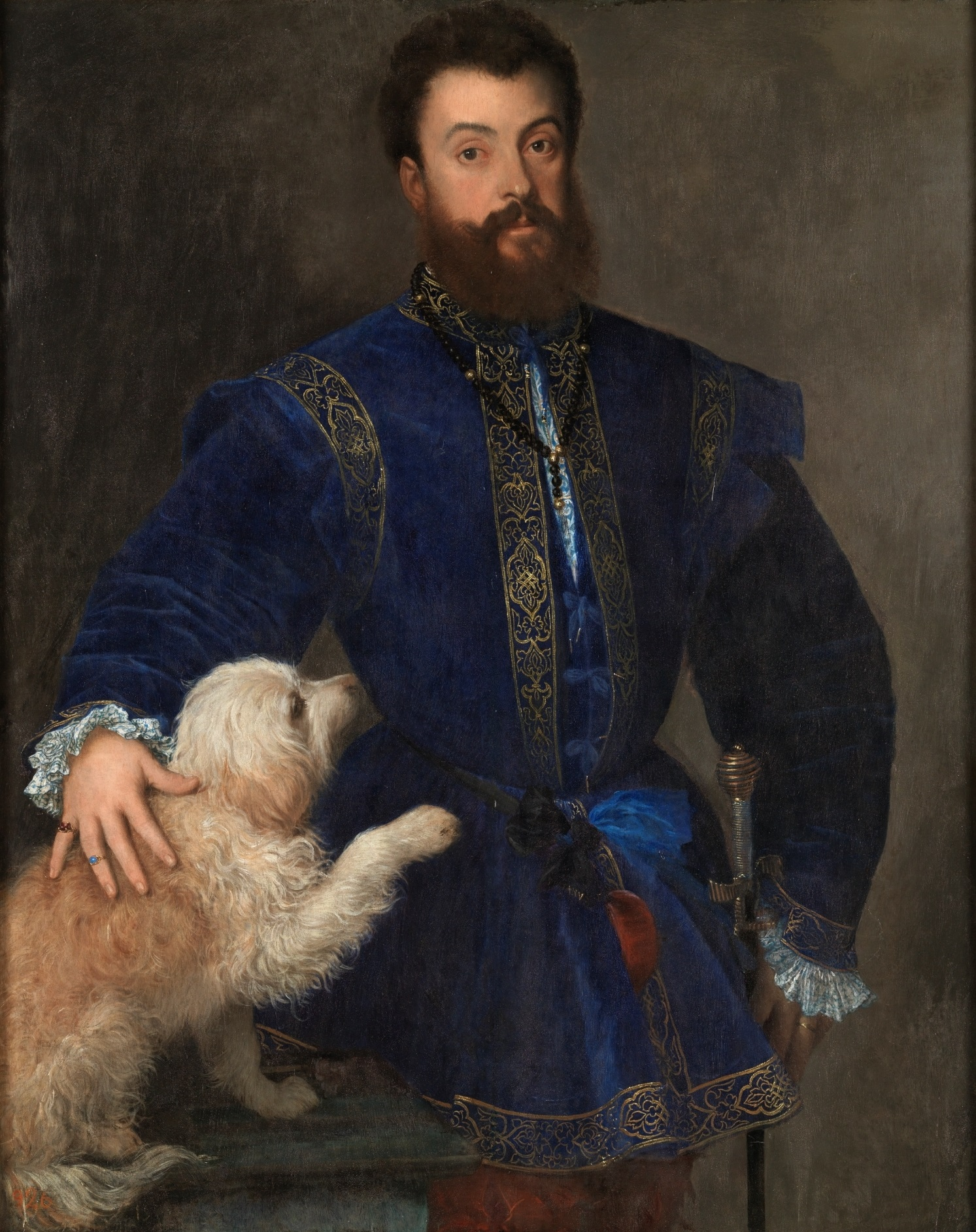
Tiziano, Ritratto di Federico II Gonzaga

- Ritratto di Solimano II il Grande, 99×85 cm, Innsbruck, Castello di Ambras
- Ritratto di giovane donna allo specchio, 1515 circa, olio su tela, 99×76 cm, Parigi, Musée du Louvre
- Tarquinio e Lucrezia, 1515 circa, olio su tavola, 84×68 cm, Vienna, Kunsthistoriches Museum
- Ritratto di Isabella d'Este, 1536, olio su tela, 102×64 cm, Vienna, Kunsthistoriches Museum
- Ritratto di Federico II Gonzaga[11], 1529 circa, olio su tela, 125×99 cm, Madrid, Museo del Prado
- Ritratto di Giulio Romano[12], olio su tela, 102×87 cm, Mantova, Palazzo Te
- Uomo dal guanto, 1523 circa, olio su tela, 100×89 cm, Parigi, Musée du Louvre
- Ritratto d'uomo, 1523 circa, olio su tela, 118×96 cm, Parigi, Musée du Louvre
- Madonna del Coniglio, 1530 circa, olio su tela, 71×85 cm, Parigi, Musée du Louvre
- Cena in Emmaus[13], 1540 circa, olio su tela, 169×244 cm, Parigi, Musée du Louvre
- San Gerolamo penitente[14], olio su tela, 80×102 cm, Parigi, Musée du Louvre
- Undici Cesari, undici dipinti perduti in un incendio all'Alcazar presso Madrid

### V
Veronese
- Giuditta con la testa di Oloferne, olio su tela, 111×110 cm, Vienna, Kunsthistorisches Museum
- Tentazioni di sant'Antonio, olio su tela, 198×151 cm, Caen, Musée des Beaux-Arts

Antonio Maria Viani
- Annunciazione della Madonna, olio su rame, 54,5×42,5 cm, Siena, Pinacoteca Nazionale

## Sculture ed oggetti appartenuti alle collezioni sino ad ora identificati

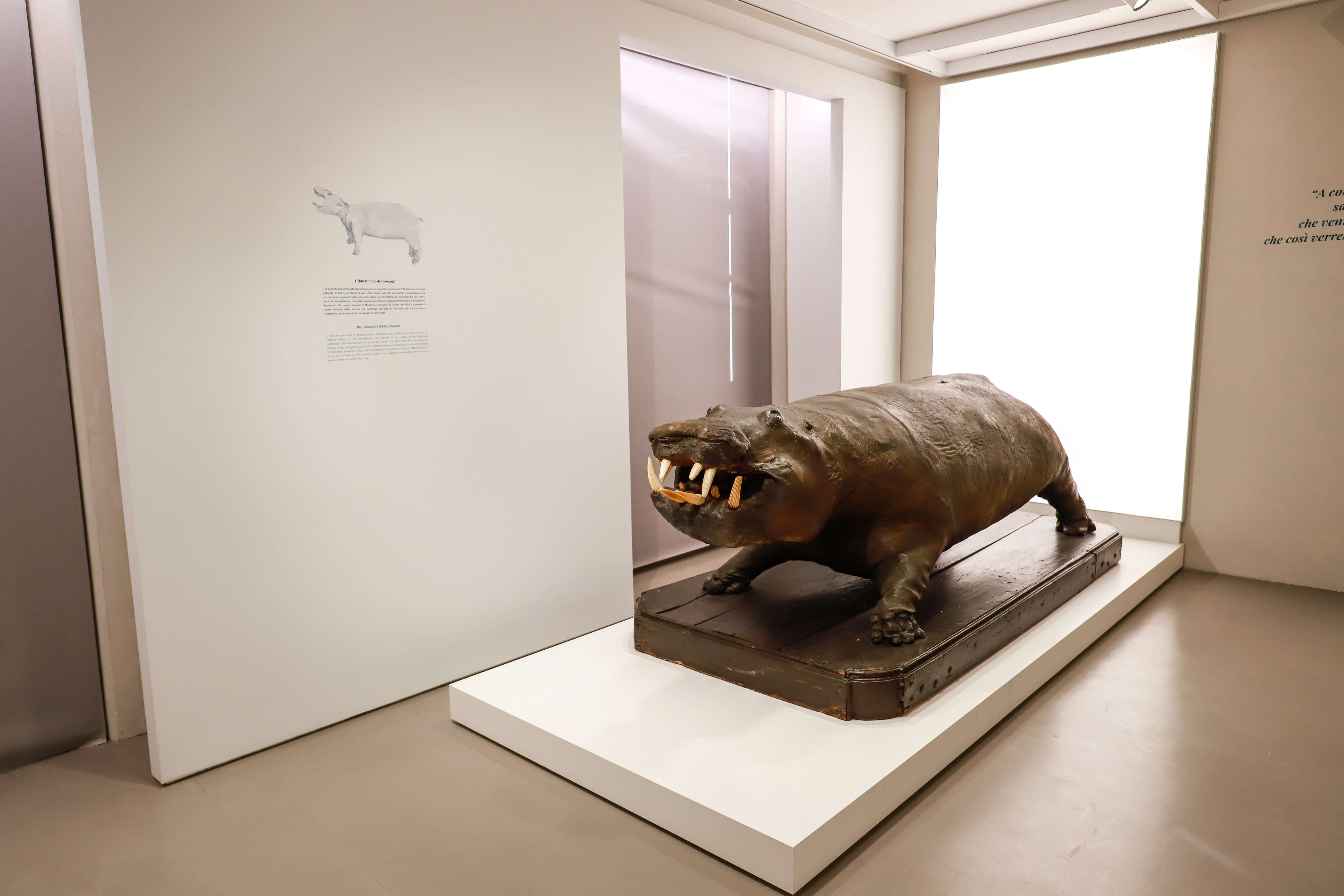
Kosmos, Pavia, ippopotamo proveniente dalla Wunderkammer dei Gonzaga, sul quale era collocato (a cavallo dell'animale) il corpo mummificato di Passerino dei Bonacolsi.

### A
- Arazzi dei Gonzaga

### B
- Busto di Faustina Maggiore

### C
- Cammeo Gonzaga

### M
- Mensa isiaca

Michelangelo
- Cupido dormiente

### V
- Venere di Lely